# Scotognapha haria
Scotognapha haria Ovtsharenko, Platnick & Murphy, 2001 è un ragno appartenente alla famiglia Gnaphosidae.

## Etimologia
Il nome della specie deriva dalla località in cui sono stati rinvenuti gli esemplari: Haría sull'isola di Lanzarote.

## Caratteristiche
L'olotipo maschile rinvenuto ha lunghezza totale è di 8,43mm; la lunghezza del cefalotorace è di 4,21mm; e la larghezza è di 3,07mm.

## Distribuzione
La specie è stata reperita nelle Isole Canarie: l'olotipo maschile è stato rinvenuto nella foresta montana a sud della località di Haría, sull'isola di Lanzarote.

## Tassonomia
Al 2015 non sono note sottospecie e dal 2001 non sono stati esaminati nuovi esemplari.